# Kutsu-Juku seiklusi
Kutsu-Juku seiklusi, conosciuto anche con il titolo in lingua inglese Adventures of Juku the Dog, è un cortometraggio d'animazione sperimentale estone del 1931, diretto e scritto da Voldemar Päts, prodotto da Aleksaner Teppor e animato da Elmar Jaanimägi.
Ritrovato nel 1986, è considerato il primo film d'animazione estone.
Per questo film furono prodotti 5000 disegni. Il corto dura in tutto 6 minuti ma soltanto 4 minuti sono stati conservati. Il film presentava anche un sequel andato perduto.